# This Is England '86
This Is England '86 es una miniserie de televisión británica de 2010, secuela de la película This Is England de 2006. Está ambientada tres años después de los acontecimientos de la película y los personajes son los mismos. La serie se aleja del centro temático de la película, que abordaba el racismo y la cultura skinhead, y presta más atención a las segundas oportunidades y los intentos por cambiar de vida.

## Producción
Después de terminar This Is England, Shane Meadows tenía muchas ideas para continuar la historia por lo que en colaboración con el Canal 4 y Film4 desarrolló el proyecto de una serie de televisión. Meadows se dio cuenta de que la juventud de 1986 tenía muchas similitudes con los problemas de los jóvenes actuales: la recesión , el desempleo y la sensación de que el mundo está en un punto de inflexión. La historia tiene lugar durante la Copa Mundial de Fútbol de 1986. La serie se rodó en la ciudad de Sheffield y sus alrededores.

## Episodios

### Episodio 1
La serie comienza con la continuación de la última escena de la película, en la que Shaun y Combo están en el coche de Combo, con el asiento trasero ensangrentado después de la brutal paliza que este propina a Milky. Combo pregunta a Shaun si lo ha decepcionado, este le responde que sí y se marcha. Tres años después con la Copa del Mundo en México a la vuelta de la esquina, Shaun está haciendo sus exámenes finales en la escuela y no mantiene relación ya con el grupo de skinheads.  Por otra parte Lol y Woody se están preparando para el día de su boda. Sin embargo el matrimonio de Woody y Lol termina desastrosamente en el altar, debido a la renuencia de Woody a decir "Sí, quiero". Justo en ese momento, Meggy sufre un ataque al corazón en el baño del juzgado donde se celebra la boda. El grupo lo lleva al hospital donde coinciden con Shaun. Este había llegado allí tras ser agredido por el líder de una banda juvenil llamado Flip.

### Episodio 2
Shaun, que se había separado del grupo, vuelve a formar parte de nuevo de la banda cuando estos lo van a buscar a casa a medianoche para pedirle que vuelva. Shaun pasa sus días en el sofá viendo la televisión y planea apuntarse al paro como sus amigos pero su madre le pide que vaya a trabajar con el Sr. Sandhu en su videoclub. 
Woody fue ascendido en la fábrica donde trabaja y sus nuevas tareas ahora requieren más responsabilidad. Se va a vivir con Lol en un apartamento que no está en buenas condiciones. A pesar de los esfuerzos de Woody para que sea más acogedor Lol no logra adaptarse y decide regresar a su casa, pero allí se encuentra con su padre, que había cometido abusos sexuales contra ella en el pasado. Lol se desespera y va a buscar a Woody al trabajo pero este está demasiado ocupado para atenderla, entonces se va a buscar a Milky y pasa la noche con él
Mientras que de vuelta a casa desde el trabajo, Shaun descubre que su madre mantiene una relación con el Sr. Sandhu.

### Episodio 3
Es el cumpleaños del padre de Shaun, que visita un monumento en memoria de los soldados caídos. Lol decidir mantener una relación de sexo casual con Milky, que comienza a sentirse culpable y triste cuando Woody le dice que su relación con Lol se está desmoronando lentamente. 
Shaun de vuelta a casa para pedir disculpas a su madre y decir que ella puede continuar su relación con el señor Sandhu. Shaun también reaviva su relación con Smell. Lol comienza a hundirse en la tristeza y decide alejarse de Woody y Milky, sus dos amantes. Más tarde, Trev va a la casa de los padres de Lol para buscar a Kelly. Cuando descubre que ella no está en casa, decide quedarse y ver el partido de fútbol con el padre de Lol que acaba violándola. Mientras Shaun, Smell y su madre también ver el partido de fútbol, Combo, aparece de repente completamente borracho y con una brecha en la cabeza. 

### Episodio 4
Inglaterra llega a cuartos de final de la copa del mundo donde, por primera vez desde la Guerra de las Malvinas, se enfrentará a Argentina en un evento deportivo.
Combo, después de pasar la noche en el sofá en casa Shaun, revela que ha vuelto a la ciudad porque su madre se está muriendo. Shaun lo acompaña al apartamento de su madre, pero ya es demasiado tarde, murió la noche anterior.
Milky decide dar por terminada la aventura con Lol, que luego se reconcilia con Woody. Durante una charla, Woody le dice a Milky que está muy apenado por no haberse casado con Lol.
Trev le confiesa a Lol la terrible experiencia que ha sufrido la noche anterior, pero no quiere que nadie lo sepa. Lol va a su casa para hacer frente a su padre, lo encuentra justo cuando se disponía a huir de nuevo, los dos tienen una pelea durante la cual el hombre trata de violarla, pero Lol le golpea repetidamente con un martillo para matarlo. Combo, que había ido a la casa de Lol, al llegar frente al cadáver de Mick, el padre de Lol, decide inculparse del asesinato. Este acto de redención le lleva a ser condenado y encerrado en la cárcel .

## Reparto
- Thomas Turgoose - Shaun Field
- Vicky McClure  - Lorranie "Lol" Jenkins
- Joe Gilgun - Richard "Woody" Woodford
- Andrew Shim - Milky
- Stephen Graham - Andrew "Combo" Gascoigne
- Johnny Harris - Michael "Mick" Jenkins
- Rosamund Hanson - Michelle/Smell
- Chanel Cresswell - Kelly Jenkins
- Danielle Watson - Trev
- Andrew Ellis - Gary/Gadget
- Michael Socha - Harvey
- Perry Benson - Ronald "Meggy" Megford
- George Newton - Banjo
- Katherine Dow Blyton - Christine "Chrissy" Jenkins
- Hannah Walters - Trudy
- Jo Hartley - Cynthia Field
- Kriss Dosanjh - Mr. Sandhu
- Olivia Morgan - Bub
- Jamie Taylor - Buloosweet
- Joseph Dempsie - Higgy
- Georgia May Foote - Gemma
- Steve Brody - Richard
- Rebecca Manley - Babs
- Perry Fitzpatrick - Flip
- Adam Hunt – Winston